# Jean Mugeli
Jean Louis Charles Mugeli, né le 15 septembre 1891 à Tain-l'Hermitage (Drôme) et mort le 2 décembre 1954 dans le 18e arrondissement de Paris, est un réalisateur, directeur de production et producteur de cinéma français.

## Biographie
Avant de devenir directeur de production de films français, Jean Mugeli commença comme assistant-réalisateur en 1933 puis devint rapidement coproducteur et enfin directeur de production.

## Filmographie
Assistant-réalisateur
- 1933 : La Vierge du rocher, de Georges Pallu
- 1933 : Les Deux Monsieur de Madame, d'Abel Jacquin et George Pallu

Coproducteur
- 1936 : Les Frères Delacloche de Maurice Kéroul et Jean Mugeli
- 1937 : La Fille de la Madelon de Georges Pallu et Jean Mugeli

Directeur de production
- 1937 : Tamara la complaisante
- 1937 : Le Choc en retour
- 1938 : Le Paradis de Satan
- 1938 : Un gosse en or
- 1942 : Fièvres de Jean Delannoy
- 1942 : L'Âge d'or
- 1942 : Haut-le-Vent
- 1943 : Une femme dans la nuit
- 1943 : Goupi Mains Rouges
- 1943 : Finance noire
- 1944 : L'Île d'amour de Maurice Cam
- 1944 : Le Merle blanc
- 1945 : Marie la Misère
- 1946 : Un revenant
- 1947 : Tierce à cœur
- 1948 : Le Diable boiteux de Sacha Guitry
- 1950 : Mystère à Shanghaï

Producteur
- 1942 : L'Ange gardien
- 1948 : Combourg, visage de pierre (documentaire)
- 1949 : Le Cœur sur la main
- 1951 : En ce temps-là...